# 大阪社会事业短期大学
大阪社会事业短期大学（日语：／ Osaka Shakai Jigyo Tanki Daigaku *），简称社事短（じゃじたん），是过去一所位于日本大阪府大阪市天王寺区的公立短期大学。

## 概要

### 简介
- 学校最早可以追溯到1948年即大阪社会事业学校[1]。短期大学为于1950年开办[2][1]、由大阪府经营。招生到1980年、停办于1982年[3]。

### 历史
- 1950年 大阪社会事业短期大学成立并同时设置社会事业学科。
- 1951年 迁到东区森之宫西の町1南区田岛町2[1]。
- 1952年 产业福祉科成立。
- 1956年 社会事业专攻成立于专科[1]。
- 1959年 今年8月10日、迁到天王寺校园[1]。
- 1964年 社会事业学科分离为两个专攻、以下列举。
  - 社会事业学专攻
  - 保育专攻
- 1980年 最后一年招生、次年停止招生（正式停办于1982年3月31日[3]）。

## 学校环境
- 校区：在了大阪府大阪市天王寺区[注 1]

## 历任校长
- 四宫恭二：第一代短期大学校长。
- 服部正：最后短期大学校长[4]。

## 著名人和有关人员
- 三木正太郎：本短期大学教员

## 组织

### 学科
- 社会事业学科
  - 社会事业专攻
  - 保育专攻
- 产业福祉学科

### 专科
| - 无 |

### 业余课程
| - 无 |

## 知名校友
- 畠中义久：大阪成蹊短期大学教员

## 相关链接
- 日本短期大学列表
- 大阪府立大学工业短期大学部
- 大阪府立大学农业短期大学部
- 大阪府立护理大学医疗技术短期大学部